# Epidavrou
Epidavrou (en griego: Επιδαύρου, romanizado: Epidávrou) es un municipio (dímos) de la unidad periférica de Argólida, en la periferia del Peloponeso, Grecia.
Establecido en 2010 con el Programa "Kallikratis" y en funcionamiento desde el 1 de enero de 2011.
Fue creado por la fusión de 2 municipios preexistentes, que operaron desde 1999 hasta 2010 y fueron creados en 1997, con el Plan "Kapodistrias". Estos municipios fueron Asklipieiou y Epidavrou, que posteriormente fueron convertidos en Unidades Municipales. 
Como sede del municipio de Epidavrou se designó Asklipieio, y como sede histórica la antigua Epidauro. En 2015, la sede fue trasladada a Lygourio.

## Puente de Arkadiko
En el municipio de Epidavrou se encuentra el puente de un solo arco más antiguo de Europa, cerca del pueblo de Arkadiko, en la carretera que conecta Nafplio con Epidauro, que data del siglo XIII a. C.  Fue construido por artesanos micénicos utilizando el método de construcción ciclópeo que no requería ningún material aglutinante. El puente tiene 22 metros de largo, 5,6 metros de ancho y se eleva 4 metros del suelo y fue construido para conectar Epidauro con Micenas y la antigua Tirinto.

## División administrativa

### Unidad Municipal de Asklipieio
| Unidad Municipal de Asklipieio (Δημοτική Ενότητα Ασκληπιείου) Capital: Lygourio (Λυγουριό) |                                                          |                  |                                             |                  |
| Mapa                                                                                       | Comunidad                                                | Población (2011) | Asentamiento                                | Población (2011) |
| Unidad Municipal de Asklipieio                                                             | Comunidad de Asklipieio (Κοινότητα Ασκληπιείου)          | 2.883            | Lygourio (Λυγουριό)                         | 2.504            |
| Unidad Municipal de Asklipieio                                                             | Comunidad de Asklipieio (Κοινότητα Ασκληπιείου)          | 2.883            | Agios Andreas (Άγιος Ανδρέας)               | 61               |
| Unidad Municipal de Asklipieio                                                             | Comunidad de Asklipieio (Κοινότητα Ασκληπιείου)          | 2.883            | Anastasopoulaiika (Αναστασοπουλαίικα)       | 2                |
| Unidad Municipal de Asklipieio                                                             | Comunidad de Asklipieio (Κοινότητα Ασκληπιείου)          | 2.883            | Asklipieio Epidavrou (Ασκληπιείο Επιδαύρου) | 17               |
| Unidad Municipal de Asklipieio                                                             | Comunidad de Asklipieio (Κοινότητα Ασκληπιείου)          | 2.883            | Giannoulaiika (Γιαννουλαίικα)               | 144              |
| Unidad Municipal de Asklipieio                                                             | Comunidad de Asklipieio (Κοινότητα Ασκληπιείου)          | 2.883            | Kokkinades (Κοκκινάδες)                     | 54               |
| Unidad Municipal de Asklipieio                                                             | Comunidad de Asklipieio (Κοινότητα Ασκληπιείου)          | 2.883            | Spileia (Σπηλεία)                           | 36               |
| Unidad Municipal de Asklipieio                                                             | Comunidad de Asklipieio (Κοινότητα Ασκληπιείου)          | 2.883            | Stamataiika (Σταματαίικα)                   | 5                |
| Unidad Municipal de Asklipieio                                                             | Comunidad de Asklipieio (Κοινότητα Ασκληπιείου)          | 2.883            | Chani Merkouri (Χάνι Μερκούρη)              | 13               |
| Unidad Municipal de Asklipieio                                                             | Comunidad de Asklipieio (Κοινότητα Ασκληπιείου)          | 2.883            | Choutalaiika (Χουταλαίικα)                  | 24               |
| Unidad Municipal de Asklipieio                                                             | Comunidad de Agios Dimitrios (Κοινότητα Αγίου Δημητρίου) | 818              | Metochi (Μετόχι)                            | 771              |
| Unidad Municipal de Asklipieio                                                             | Comunidad de Agios Dimitrios (Κοινότητα Αγίου Δημητρίου) | 818              | Nkatzia (Γκάτζια)                           | 47               |
| Unidad Municipal de Asklipieio                                                             | Comunidad de Adami (Κοινότητα Αδαμίου)                   | 344              | Adami (Αδάμι)                               | 314              |
| Unidad Municipal de Asklipieio                                                             | Comunidad de Adami (Κοινότητα Αδαμίου)                   | 344              | Agios Nikolaos (Άγιος Νικόλαος)             | 0                |
| Unidad Municipal de Asklipieio                                                             | Comunidad de Adami (Κοινότητα Αδαμίου)                   | 344              | Dimosia (Δημοσιά)                           | 30               |
| Unidad Municipal de Asklipieio                                                             | Comunidad de Arkadiko (Κοινότητα Αρκαδικού)              | 241              | Arkadiko (Αρκαδικό)                         | 241              |